# Tonga
 Ovo je glavno značenje pojma Tonga. Za druga značenja pogledajte Tonga (razdvojba).
Kraljevina Tonga pacifička otočna država na nizu od 177 otoka jugozapadno od Samoe, a istočno od Fidžija. Otoci su okupljeni u tri veće skupine otoka: otok Tongatapu, otočje Ha'apai i otočje Vava'u. Glavni grad je Nuku'alofa koji se nalazi na otoku Tongatapu. Vava'u otoci su brdoviti, s aktivnim vulkanima, a ostali su nizinski i koraljnog porijekla.
Naseljavanje Tonge počelo je još oko 1000. godine pr. Kr., a od 10. stoljeća vlast je u rukama dinastije Tu'i Tonga. Od 1875. Tonga je kraljevina i taj se sustav vlasti održao do danas. Britanska metodistička misija u 19. stoljeću je većinu stanovnika preobratila na kršćanstvo.
Po etničkom sastavu 98% su Tonganci, a po religijskoj pripadnosti su: protestanti (61%), rimokatolici (16%), mormoni (12%) i ostali (11%).
BDP po glavi stanovnika je 2200 $, a najviše prihoda ostvaruju od turizma i izvoza tropskog voća.

## Tonganci
Engleski istraživač James Cook nazvao je Tongu Prijateljskim otočjem, te je u svom dnevniku opisao njene domoroce.
Muškarci i žene visoki su poput prosječnih Europljana, svijetlobakrenaste su boje kože i crne kose koju boje u bijelo, crveno i plavo). Muškarci briju bradu dvjema školjkama. Žene su vrlo pričljive, te se tetoviraju na podlakticama i na prstima. Muškarci se tetoviraju od sredine bedara pa do iznad kukova. Odjeća im je izrađena od komada platna ili hasure koju ogrću oko struka i visi im do ispod koljena. Poviše struka su goli. Ukrašavaju se zapisima, ogrlicama i narukvicama od kostiju, školjki, biserja i kornjačinog oklopa. Rabe pregaču od vanjskih vlakana ljuske kokosova oraha. Boje tkaninu crnom, smeđom, grimiznom, žutom i crvenom bojom.
Poznata su im dva glazbala. Izrađuju golemu frulu od bambusa koja ima četiri rupe i u koje se puše nosovima. Drugo glazbalo napravljeno je od 10 do 11 sa strane svezanih malih trski nejednake duljine. Otvoreni krajevi iste su visine i u istome redu, a u njih se puše ustima. Pozdravljaju se tako što se dodiruju ili sastavljaju nosovima, a kao znak mira poznaju bijelu zastavu. Kao oružje rabe toljage (1-1.5 m), lukove i koplja. Englezima je bio neobičan običaj što Tonganci zahvaljuju na daru tako što ga stave na glavu. Fagafate je znak štovanja: poljubiti nečiju ruku i staviti ju na glavu. Englezi su se grozili običaja odrezivanja jednog ili obadva mala prsta i spaljivanja ili pravljenja rezova na obrazima blizu lične kosti.
Neprijatelji su im Fidžani koje Cook nije posjetio, ali su ljudožderi i Tonganci ih se boje. Tonganci štuju božanstvo koje se zove Otua. Vjeruju kako nakon smrti njihove duše idu u mjesto Bulutu kojim upravlja poglavica Guleho. U toj zemlji koju nitko nije vidio i koja leži zapadno od Fidžija duše vječno žive i uživaju. Riječ tabu potječe od Tonganaca. Cook i posada gledali su neki obred sadržan od nošenja motki s umjetnim jamovima na sredini, raznoraznih govora i molitava, u kojem sudjeluje prijestolonasljednik. Samo odabrani smiju sudjelovati, a ostali moraju iza ograde (na to su bili prisiljeni i Cook i posada). Svaki put kad bi Englezi pitali koja je svrha tog obreda, Tonganci bi odgovorili da je to tabu. Tako je ostao izraz tabu za nešto o čemu se ne smije pitati, govoriti ni razmišljati.

## Jezici
Na Tongi se govore 3 jezika, tonganski kao nacionalni 96.300 (1998)., engleski kao službeni (broj govornika nepoznat) i niuafo’ou 690 (1981 SIL)

## Vanjske poveznice
- Ured premijera
- Ministarstvo turizma  Arhivirana inačica izvorne stranice od 7. listopada 2011. (Wayback Machine)